# Banjararum (Singosari)
Banjararum is een bestuurslaag in het regentschap Malang van de provincie Oost-Java, Indonesië. Banjararum telt 15.313 inwoners (volkstelling 2010).